# Siete mujeres (película de 1944)
Siete mujeres  es una película de Argentina en blanco y negro dirigida por Benito Perojo según su propio guion escrito en colaboración con Arturo Cerretani sobre la obra teatral de Leandro Navarro y Adolfo Torrado que se estrenó el 30 de marzo de 1944 y que tuvo como protagonistas a Olga Casares Pearson, Carlos Lagrotta, Silvia Legrand, Nuri Montsé, Elsa O'Connor y Silvana Roth.

## Sinopsis
Las hermanas rechazan a la hija que tuvo su padre fuera del matrimonio hasta que ésta recibe una fortuna de su madre muerta.

## Reparto
- Olga Casares Pearson
- Tito Climent ...Ricardo Peña
- César Fiaschi
- Lucy Galián ...Maruja
- Malú Gatica
- Carlos Lagrotta ...Enrique
- Silvia Legrand	 ...	Carmen
- Claudio Martino
- Nuri Montsé ...Lucía
- Perla Nelson
- Elsa O'Connor ...Isabel (madre)
- Silvana Roth ...Isabel (hija)
- María Santos ...tía Mariquita
- Ernesto Vilches

## Comentarios
Para Manrupe y Portela el filme es un folletín correctamente dirigido por Perojo y con toques humorísticos algo fuera de lugar en tanto que Roland opinó:

"Un tema emotivo en un marco de buen gusto...de ribetes melodramáticos...con trajes y decorados modernos, sustituyendo a los de época, transformación exterior que no alcanza al espíritu un poco fin de siglo, del conflicto."